# Аррьета-Вильялобос, Роман
Роман Аррьета-Вильялобос (исп. Román Arrieta Villalobos; 11 ноября 1924, Сан-Антонио-де-Белен, провинция Эредия, Коста-Рика — 7 марта 2005, там же) —  прелат Римско-католической церкви, 5-й архиепископ Сан-Хосе-де-Коста-Рики, 1-й епископ Тиларана-Либерии.

## Биография
Родился 11 ноября 1924 года в Сан-Антонио-де-Белен. Он был старшим сыном в семье Карлоса Аррьета-Родригеса и Франсиски Клаудии, урождённой Вильялобос-Сегуры. Под влиянием матери избрал священническое служение.
Богословское образование получил в духовной семинарии в Сан-Хосе, куда поступил в марте 1942 года. 18 декабря 1948 года в соборе Святого Иосифа в Сан-Хосе был рукоположен в сан священника монсеньором Хуаном Висенте Солис-Фернандесом. После краткого священнического служения в качестве викария в приходе Святого Раймунда в епархии Алахуэлы, продолжил богословское образование в Вашингтоне, в США. Завершил образование со степенью магистра искусств. С 1952 по 1961 год служил на миссиях в провинциях Алахуэла, Гуанакасте и Пунтаренас.
21 сентября в 1961 года в соборе Богоматери Пиларской в Алахуэле был хиротонисан в епископы Тиларана-Либерии, став первым епископом этой епархии. В сентябре 1970 года был избран президентом епископской конференции Коста-Рики. 10 июля 1979 года римский папа Иоанн Павел II номинировал его в архиепископы Сан-Хосе-де-Коста-Рики. 2 августа того же года он вступил на кафедру. 13 июля 2002 года тот же римский папа принял его отставку по достижению им преклонного возраста, после которой до 18 октября 2002 года Роман Аррьета-Вильялобос служил в качестве апостольского администратора архиепархии.
Во время епископского служения уделял большое внимание укреплению духовного благочестия в своих диоцезах. Во время Второго Ватиканского Собора был членом Папской комиссии, которая занималась реформированием Кодекса Канонического права. При его содействии римский папа Иоанн Павел II в 1983 году посетил страны Центральной Америки.
Основал многочисленные приходы в Коста-Рике и малую семинарию в Такаресе. Восстановили собор Святого Иосифа в Сан-Хосе и административные здания курии митрополии. Принимал непосредственное участие в основании Католического университета в Коста-Рике и стимулировал развитие католического образования в школах и колледжах этого государства. Умер в своем доме в Сан-Антонио-де-Белен 7 марта 2005 года. Он был похоронен в южной пресвитерии собора Святого Иосифа в Сан-Хосе.